# Tereza Neumanová
Tereza Neumanová (Třebíč, 9 augustus 1998) is een baan- en wegwielrenster uit Tsjechië die sinds 2024 rijdt voor UAE Team ADQ.

## Carrière
Op de nationale kampioenschappen baanwielrennen van Tsjechië won ze in 2018 de gouden medaille op het onderdeel ploegenachtervolging.
In 2019 werd Neumanová voor het eerst Tsjechisch nationaal kampioene op de weg. De titel won ze later nog in 2021 en 2022. In 2021 nam ze deel aan de Olympische Zomerspelen die dat jaar plaatsvonden in Tokio. Bij de wegwedstrijd finishte ze als 33e.

## Overwinningen
2019
 Tsjechisch kampioene op de weg
2020
 Tsjechisch kampioenschap op de weg
2021
 Tsjechisch kampioene op de weg
2022
 Tsjechisch kampioene op de weg

### Resultaten in voornaamste wedstrijden
|      | \| Jaar \| Gent-Wevelgem \| Ronde van Vlaanderen \| Parijs-Roubaix \| Luik-Bast.‑Luik \| \| WK op de weg \| \| ---- \| ------------- \| -------------------- \| -------------- \| --------------- \| \| ------------ \| \| 2019 \| \| \| \| \| \| opgave \| \| 2020 \| \| \| \| \| \| 74e \| \| 2021 \| \| \| \| \| \| \| \| 2022 \| \| \| \| \| \| opgave \| \| 2023 \| \| opgave \| buit.tijd \| \| \| 56e \| \| 2024 \| \| \| \| opgave \| \| \| \| 2025 \| opgave \| \| 64e \| \| \| \| |                      |                |                 |  |              |
| Jaar | Gent-Wevelgem | Ronde van Vlaanderen | Parijs-Roubaix | Luik-Bast.‑Luik |  | WK op de weg |
| 2019 | |                      |                |                 |  | opgave       |
| 2020 | |                      |                |                 |  | 74e          |
| 2021 | |                      |                |                 |  |              |
| 2022 | |                      |                |                 |  | opgave       |
| 2023 | | opgave               | buit.tijd      |                 |  | 56e          |
| 2024 | |                      |                | opgave          |  |              |
| 2025 | opgave |                      | 64e            |                 |  |              |

## Ploegen
- 2022 -  Liv Racing Xstra
- 2023 -  Liv Racing TeqFind
- 2024 -  UAE Team ADQ
- 2025 -  UAE Team ADQ

Barbieri · Buurman · de Jong(vanaf 1/6) · Demey · van der Hulst · Jackson · Jaskulska · Korevaar · McGowan · Neumanová · Ragusa · Smulders · Stultiens · Ton
Andersson · Barbieri · Buurman · Demey · García · van der Hulst · Jaskulska · de Jong · Korevaar · McGowan · Neumanová · Ragusa · Smulders · Stultiens · Ton
al Sayegh · Amialiusik · Bertizzolo · Bujak · Carbonari · Consonni · Gasparrini · Gillespie (vanaf 9/6) · Harvey · Holden · Ivanchenko · Kumięga · Magnaldi · Neumanova · Persico · Swinkels · Włodarczyk
al Sayegh · Amialiusik · Bäckstedt · Bertizzolo · Chapman · Gasparrini · Gillespie · Holden · Ivanchenko · Longo Borghini · Magnaldi · Marturano · Neumanova · Persico · van Rooijen · Squiban · Swinkels · Włodarczyk